# Nyikolaj Alekszejevics Osztrovszkij
Nyikolaj Alekszejevics Osztrovszkij (oroszul: Николай Алексеевич Островский; Vilija, Ukrajna, 1904. szeptember 29. – Moszkva, Szovjetunió, 1936. december 22.) szovjet szocialista realista író.

## Élete
Nyikolaj Alekszejevics Osztrovszkij 1904. szeptember 29-én Vilijában, egy kis ukrán faluban született. Munkáscsaládban született, a megélhetéséért már kisgyermekkorától dolgoznia kellett. Az alapfokú iskoláit kivételes képességeinek köszönhetően már 9 évesen (1913-ban) befejezte. A családja ezután Sepetovkába költözött. Osztrovszkij két évig párhuzamosan tanult és dolgozott is egyszerre (1915–1917). Konyhai kisegítő, kazánfűtő, műszerésztanonc majd villanyszerelő is volt.
Az első világháború alatt a német megszállás idején részt vett az ellenállásban (1918–1919), 1919-ben belépett a Komszomolba, csatlakozott a sepetovkai Forradalmi Bizottmányhoz. Önkéntesként harcolt a fehérek ellen a Vörös Hadsereg 1. lovashadseregében is, 1920-ban súlyosan megsebesült. Részleges felépülése után elektrotechnikusi képesítést szerzett.
1921-től villanyszerelőként dolgozott Kijevben, itt Komszomol-titkárként is tevékenykedett. Mivel reumában és tífuszban szenvedett, ezért az Azovi-tengerhez küldték kezelésre. A munkavégzésre alkalmatlannak nyilvánították, de ő továbbra is dolgozni akart. 1923-ban komisszár a Vörös Hadsereg egyik kiképző zászlóaljánál és Komszomol-titkár Nyugat-Ukrajnában. 1924-ben belépett a kommunista pártba.
1926-ban ismét szanatóriumban kezelték a Krím-félszigeten. 1926 decemberére súlyos betegsége gyakorlatilag ágyhoz kötötte. 1927-től 1929-ig Osztrovszkij levelező tagozaton a moszkvai Szverdlov Egyetemen tanult. 1929 augusztusban elveszítette a látását. A mozdulatlanságra és a vakságra ítélt ember 1930-ban kezdett el dolgozni első regényén: Az acélt megedzik címűn. Cikkeket írt napilapok és folyóiratok számára, gyakran szerepelt rádióműsorokban.
1932 áprilisában tagja lett a Proletár Írók Szövetsége moszkvai tagozatának, és 1934 júniusában belépett a Szovjet Írók Szövetségébe. 1935. október 1-jén elnyerte a Lenin-rendet.
Sok szenvedés után (bénultság, vakság, a tífusz szövődményei) 1936. december 22-én halt meg 32 éves korában.

## Művei
- Az acélt megedzik (Как закалялась сталь) (1930–1934)
- A vihar szülöttei (Рождённые бурей) (1936)
- Az élet lángja. Levelek, beszédek, cikkek; ford. S. Nyírő József; Ifjúsági, Bp., 1955

## Magyarul
- Nikoláj Osztrovszkijː A vihar szülötte; ford. Pénzes Géza; Cserépfalvi, Bp., 1945
- Nikoláj Osztrovszkijː Az acélt megedzik; ford. Amalia Joszifovna Steiner, Pénzes Géza; Cserépfalvi, Bp., 1946
- Nikolaj Osztrovszkijː Hogyan edzették meg az acélt; Ragyanszka Skola, Kijev, 1948 (Iskolai könyvtár)
- Nikolaj Ostrovskijː Az acélt megedzik. 1. r.; Bratsztvo-Jedinsztvo, Noviszád, 1949
- N. Ostrovskijː Az acélt megedzik; ford. Radó György, Kerek Ernő; Szikra, Bp., 1950
- A vihar szülötte; ford. Kerek Ernő; Új Magyar Könyvkiadó, Bp., 1951
- Az élet lángja. Levelek, beszédek, cikkek; ford. Nyírő József; Ifjúsági Kiadó, Bp., 1955
- Így edződött az acél; Ifjúsági, Bukarest, 1959

## Az acélt megedzik (filmek)
- 1942: Az acélt megedzik (Как закалялась сталь) 1937–38 telén – Nyikolaj Osztrovszkij: Az acélt megedzik című regényéből Babel forgatókönyvet írt. A kijelölt rendező Dovzsenko lett volna, de a film nem készült el, a regényt 1942-ben mégis megfilmesítették. 1941-ben a német támadás elől a filmgyárat elköltöztették, ezért a film Ashabadban készült el.[1]
- 1956: Pavel Korcsagin (Павел Корчагин)
- 1973: Az acélt megedzik (Как закалялась сталь) A Magyar Televízió 1975-ben hat folytatásban mutatta be a művet, amelyet a szovjet televízió készített.[2]

## Képgaléria

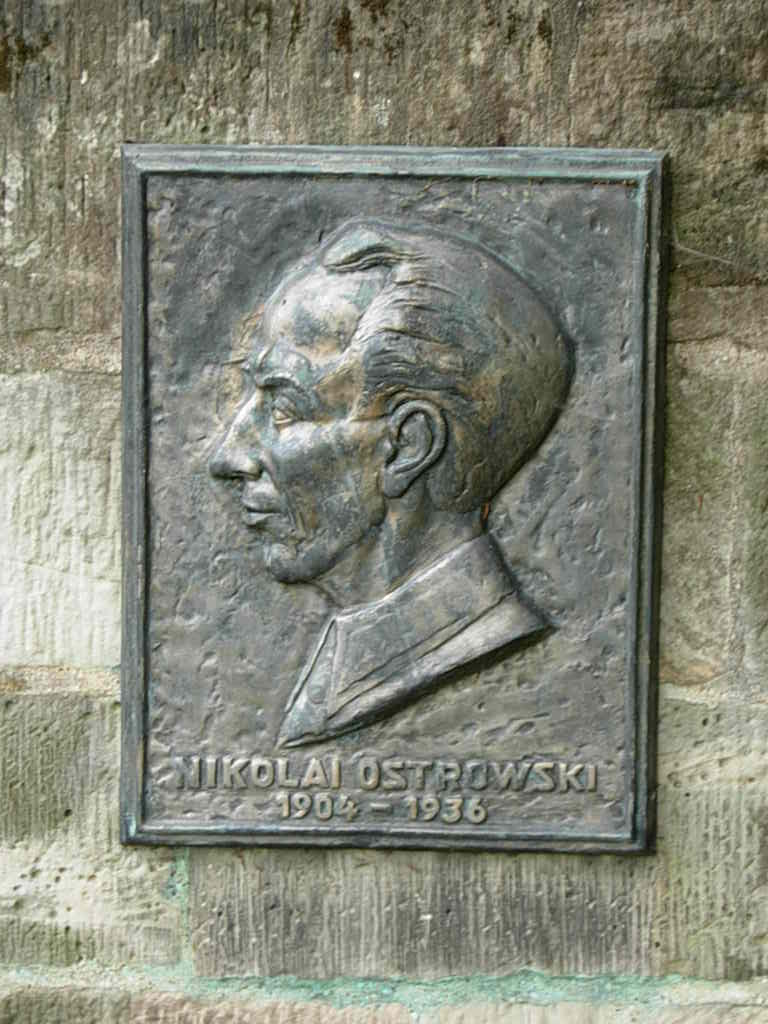
Osztrovszkij-emlékmű Németországban
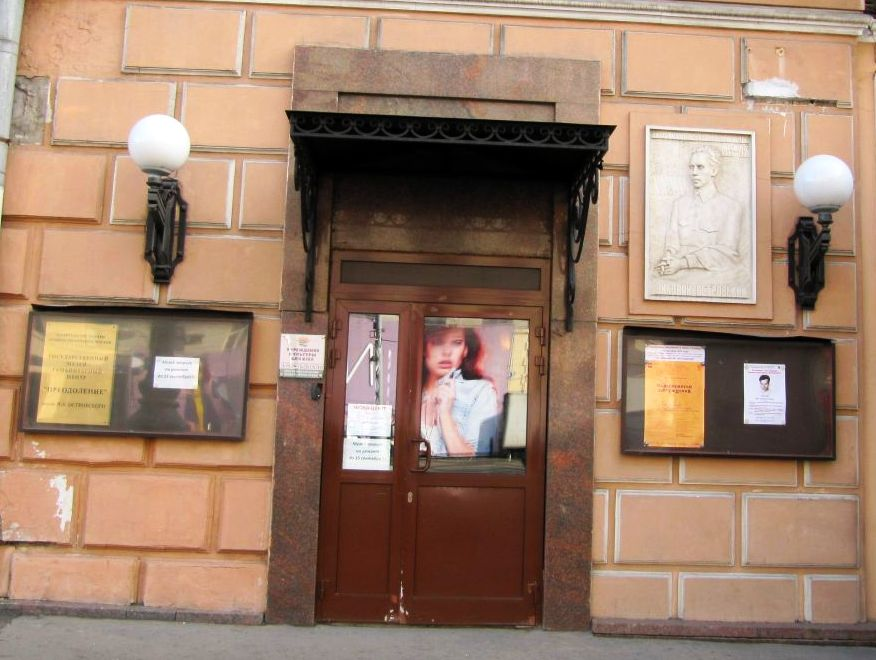
Dombormű a róla elnevezett múzeum falán (Moszkva)
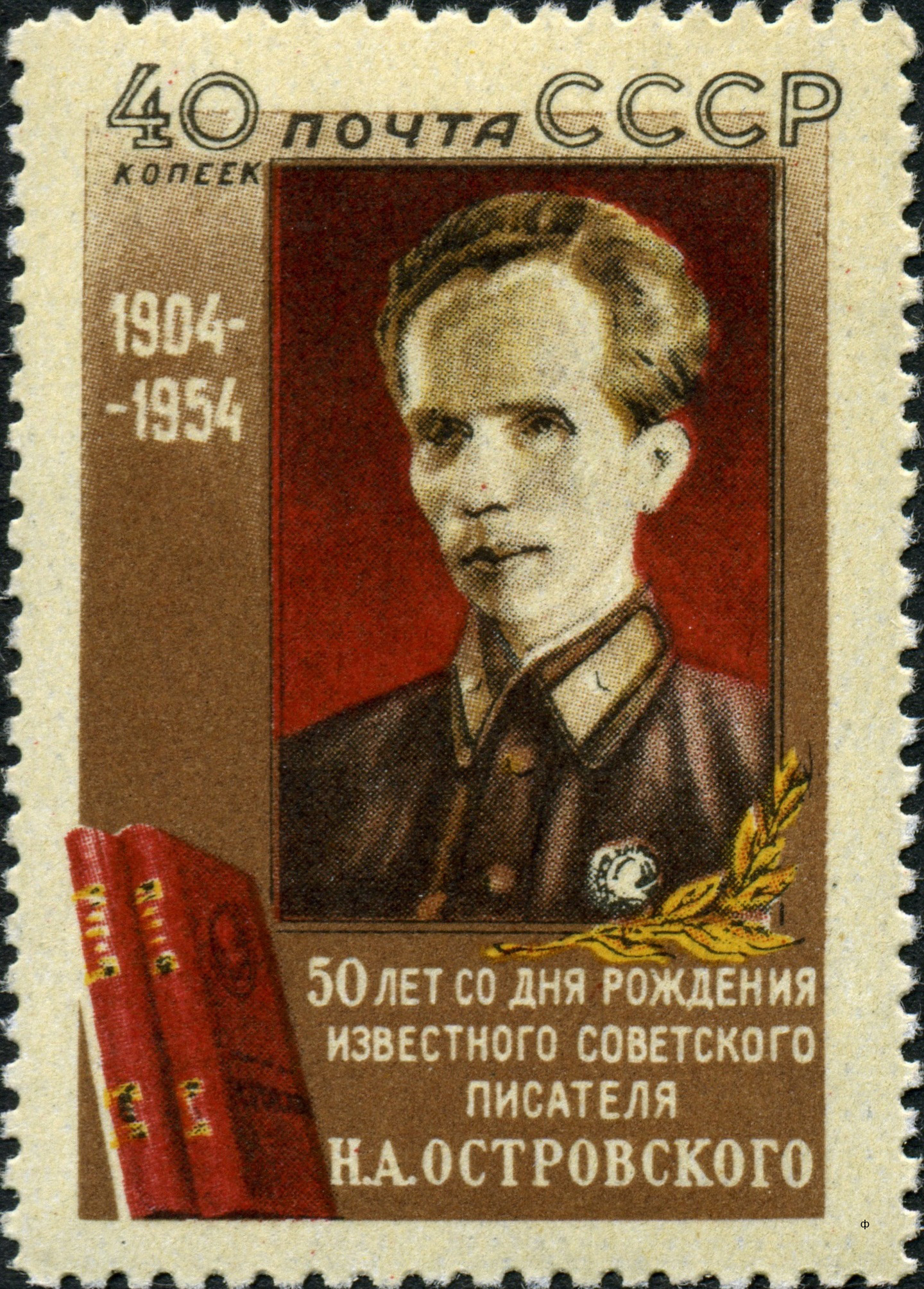
50 éve született Osztrovszkij - szovjet bélyeg (1954)
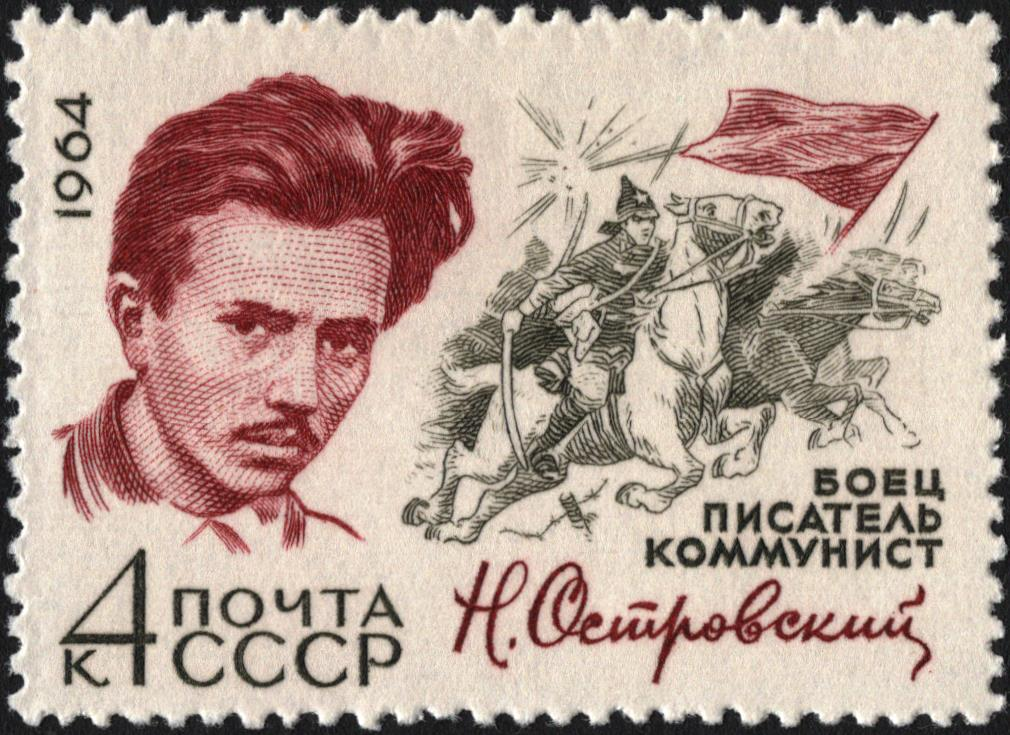
Szovjet postabélyeg (1964)